# Templo de Orem
El Templo de Orem es uno de los templos construidos y operados por la Iglesia de Jesucristo de los Santos de los Últimos Días, el número 188 en operaciones continuas de la iglesia. Es el primer templo SUD construido en la ciudad de Orem (Utah), el sexto en el condado de Utah y el número 22 en el estado de Utah.
El edificio cuenta con un pináculo sin la estatua de Moroni que suele acompañar los templos SUD. El edificio fue dedicado para sus actividades eclesiásticas el 21 de enero de 2024. Fue la primera vez que se anunciaron nuevos templos en la sesión de la conferencia de la mujer de la iglesia.
Ubicado en el área de Lake View de Orem, el 71,998 ft² (6,7 m²) el templo está construido en aproximadamente 16 acres (6,5 ha) de propiedad, a lo largo del frente Wasatch.

## Anuncio
Los planes para la construcción del templo en la ciudad de Orem fueron anunciados por Russell M. Nelson durante la conferencia general de la mujer el 5 de octubre de 2019. Sería la primera vez que el anuncio de templos ocurre durante la conferencia de la mujer. Otros siete templos fueron anunciados al mismo tiempo, el templo de Freetown, el templo de Puerto Moresby en Papúa Nueva Guinea, el templo de Bacólod, Filipinas, el templo de Cobán, Guatemala y en los Estados Unidos el templo de Bentonville, Arkansas, el templo de McAllen, y el Templo de Taylorsville. Con el anuncio, llegarían a 35 los templos anunciados por Nelson desde asumir la presidencia de la iglesia en enero de 2018.

## Ubicación
El 24 de junio de 2020, la iglesia publicó una renderización del edificio La ubicación del futuro templo fue anunciado en una carta a las autoridades locales de Utah el 11 de diciembre de 2019, escogiéndose un terreno comprado por la iglesia en 2004 a un descendiente del pionero Niels Williamson quien migró desde Noruega en 1870.Se anticipó que la construcción tomaría tres años y se esperaba que estuviera terminada para el otoño de 2023.  La propiedad originalmente fue cultivado hasta que la iglesia compró la tierra en 2004. La tierra se utilizó originalmente para el cultivo de huertos frutales y el diseño del edificio representa muchos motivos que reflejan la historia local, como elementos de flores de cerezo y árboles como tema repetido dentro y fuera del edificio. 
La propiedad es de 6,39 ha (16 acres) ubicado en el extremo suroeste de la ciudad, a orillas de la Interestatal 15 a poca distancia de la Universidad de Utah Valley. 
La ceremonia de la primera palada para el templo en la ciudad de Orem tuvo lugar el 5 de septiembre de 2020 presidida por Craig C. Christensen a la que asisitieron líderes locales, incluyendo familiares de quienes vendieron la tierra para su edificación, oficiales civiles incluyendo el alcalde de Orem y el Gobernador de Utah Gary Herbert, quien es nativo de la ciudad.

## Construcción

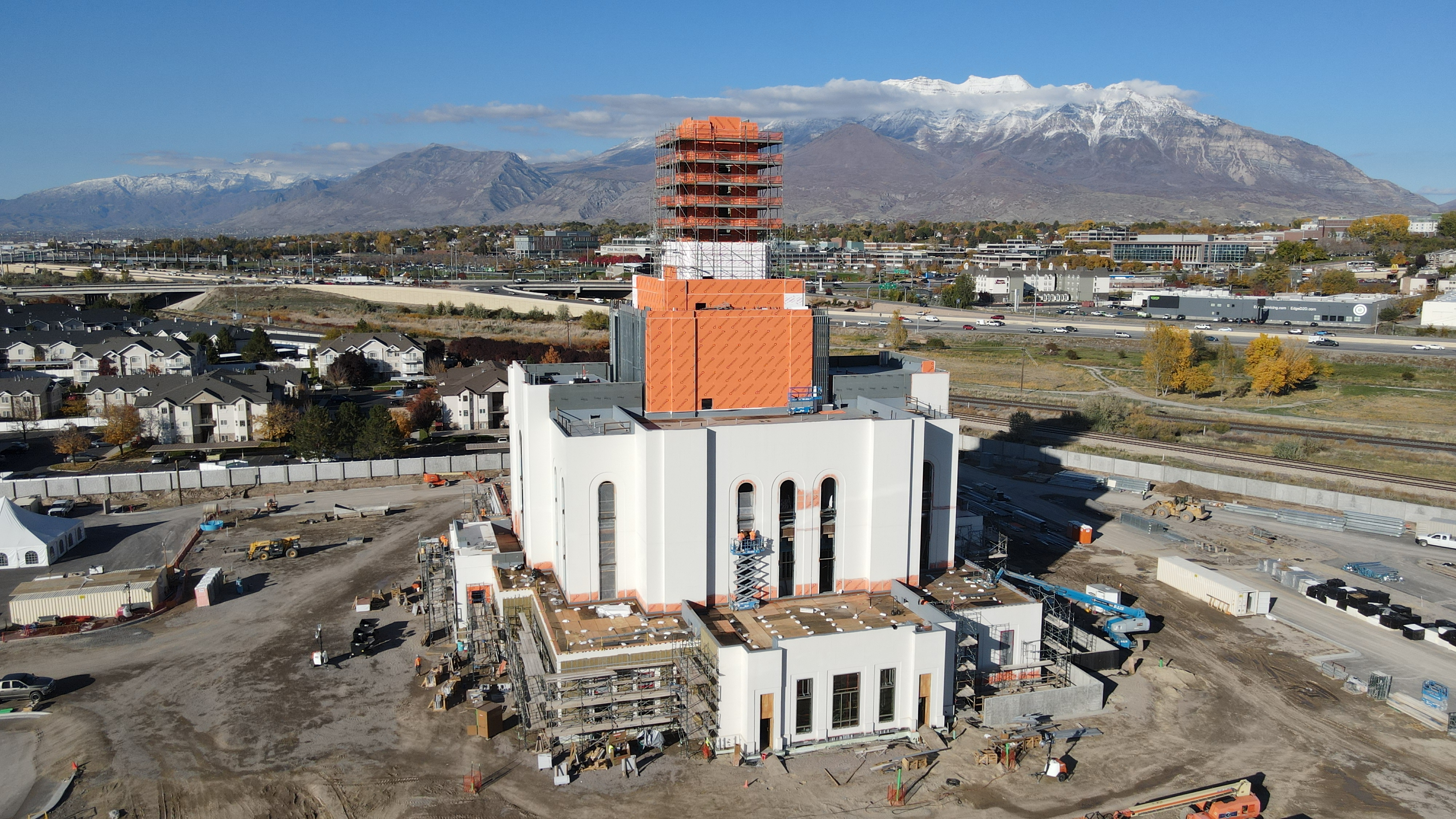
Templo de Orem, Utah, en construcción

En marzo de 2020 la iglesia envió un comunicado de prensa que anunciaba la ubicación del templo, presentando adjunto una versión oficial del edificio así como el de una capilla que sería construida a un costado del templo. El templo tendrá tres pisos para un total de 6500 m² (69 965 pies cuadrados), mientras que el centro de reuniones adjunto 1860 m² (20 021 pies cuadrados). Para abril de 2020 el departamento de planeamiento urbanístico aprobó los detalles de la construcción y concedió los permisos solicitados. Para julio de ese año el terreno se había nivelado incluyendo derrumbe de estructuras previamente existentes. La excavación ocurrió luego de la ceremonia de la primera palada, en preparación para la fundación y el sistema de agua y drenaje. En octubre, se había instalado la superficie agregada para soportar la maquinaria requerida para la fundación y el sótano del templo. En diciembre de 2020 se puso el asfalto y aceras que conectan el terreno a Geneva Road, la entrada principal del sitio. El sótano se completó a mediados de mes así como la instalación de las barras de acero corrugado del edificio. En enero de 2021 se alzaron las paredes exteriores de concreto y en febrero se recubrieron con una masilla impermeabilizante negra e insulación tipo espuma antes de rellenar los cimientos del edificio. El exterior del ascensor central, la pila bautsimal y numerosas tuberías y conductos para el trabajo eléctrico y de plomería continuó en curso durante el mes de febrero. En abril, el sótano estaba cubierto y se comenzó con las paredes del primer piso del edificio.
El edificio cuenta con tres pisos, con un total de 70 ft² (6,5 m²) de superficie. La iglesia también construyó una capilla  de 20 pies cuadrados (1,9 m²) en la misma propiedad. Cuando se completó el templo de Orem, el condado de Utah fue el lugar con la mayor cantidad de templos de todos los condados del estado. El templo de Orem es el tercero en un radio de 4 millas, la mayor cantidad de templos más cercanos uno de los otros.
El 25 de julio de 2022, se produjo un incendio en un cuarto de servicio del tercer piso del templo. El Departamento de Bomberos de Orem extinguió el incendio utilizando principalmente espuma para limitar los daños causados por el agua a la estructura. El 6 de septiembre, la Agencia de Alcohol, Tabaco, Armas de Fuego y Explosivos anunció que el incendio estaba siendo investigado como delito de incendio.
Para octubre de 2023, se completó la construcción, y periodistas y otros invitados recorrieron inicialmente el templo, a partir del 23 de octubre de 2023.  En diciembre de 2023, Yahya Cholil Staquf, líder de la organización islámica más grande del mundo,   visitó el templo de Orem con su delegación. El templo también ofreció "recorridos táctiles", con el objetivo de permitir a las personas con discapacidades interactuar con las texturas y patrones del templo.  El templo también fue construido para dar cabida a los estudiantes locales en edad universitaria, con un total colectivo de 80.000 estudiantes tanto en Universidad Brigham Young, como en la Universidad del Valle de Utah (UVU) quienes comparten el templo de Provo y el templo del Centro de la ciudad de Provo . 

### Vitrales

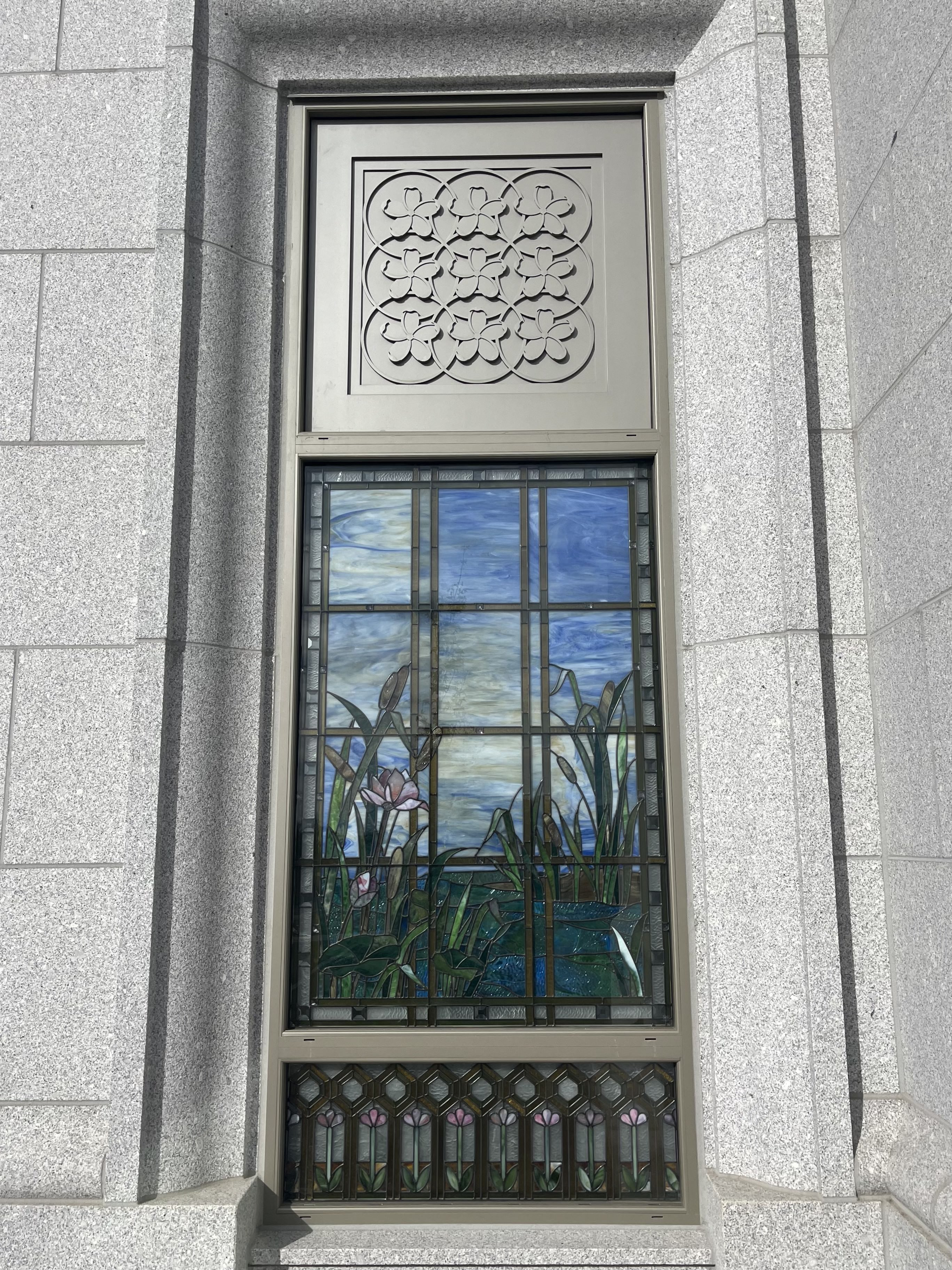
Vidrieras del exterior del primer piso del Templo de Orem, Utah.

Las vidrieras detrás del templo de Orem fueron diseñadas por Tom Holdman en colaboración con representantes de la iglesia y arquitectos contratados. La ciudad de Orem tiene una extensa historia agrícola, que incluye huertos que producen cerezas, melocotones, manzanas, peras y albaricoques. Parte del proceso de diseño implicó que el equipo de las vidrieras estudiara la cultura, la arquitectura, el arte y el entorno natural del templo. Sobre la elección del diseño, Holdman dijo verse conmovido que fuera la cereza la que fuera más importante para el temática del templo.
Estos elementos de la flora de la región vidrio. Las flores y ramas de los cerezos son parte del diseño principal de las dos ventanas superiores del templo, y las cerezas y las hojas debían representar todas las estaciones de la vida de una persona. En el primer piso, en una gran escalera, los vitrales representan ramas con capullos rosados de primavera, flores de color rosa intenso en el segundo piso y cerezas de color rojo brillante en el piso superior. Los elementos de las ventanas están diseñados para reflejar elementos de todo el templo, incluidos accesorios de iluminación, alfombras y mampostería. La coherencia fue diseñada para ayudar a los usuarios a experimentar armonía y paz.

### Exterior
El exterior del templo sigue su propia interpretación del estilo Art Nouveau, centrándose en las proporciones y la simetría de la arquitectura clásica. El exterior del templo está revestido de granito portugués blanco, complementado con puertas, marcos de ventanas y paneles de bronce de colores claros. El diseño del primer piso refleja los humedales cercanos y contiene elementos de agua, espadañas, juncos, pastos y una escena con una libélula y una garceta blanca .  Las ventanas del segundo y tercer piso tienen elementos de cerezo con flores, frutas y hojas que representan los huertos locales.  El friso a lo largo de los parapetos del techo está diseñado para representar las montañas locales y la flora y fauna que crece cerca.  Con un campanario de acero, el Templo de Orem se destaca como uno de los templos más altos de la iglesia, midiendo 218 pies (66,4 m) de altura. Es el primer templo en el condado de Utah que no incluye una estatua del ángel Moroni.

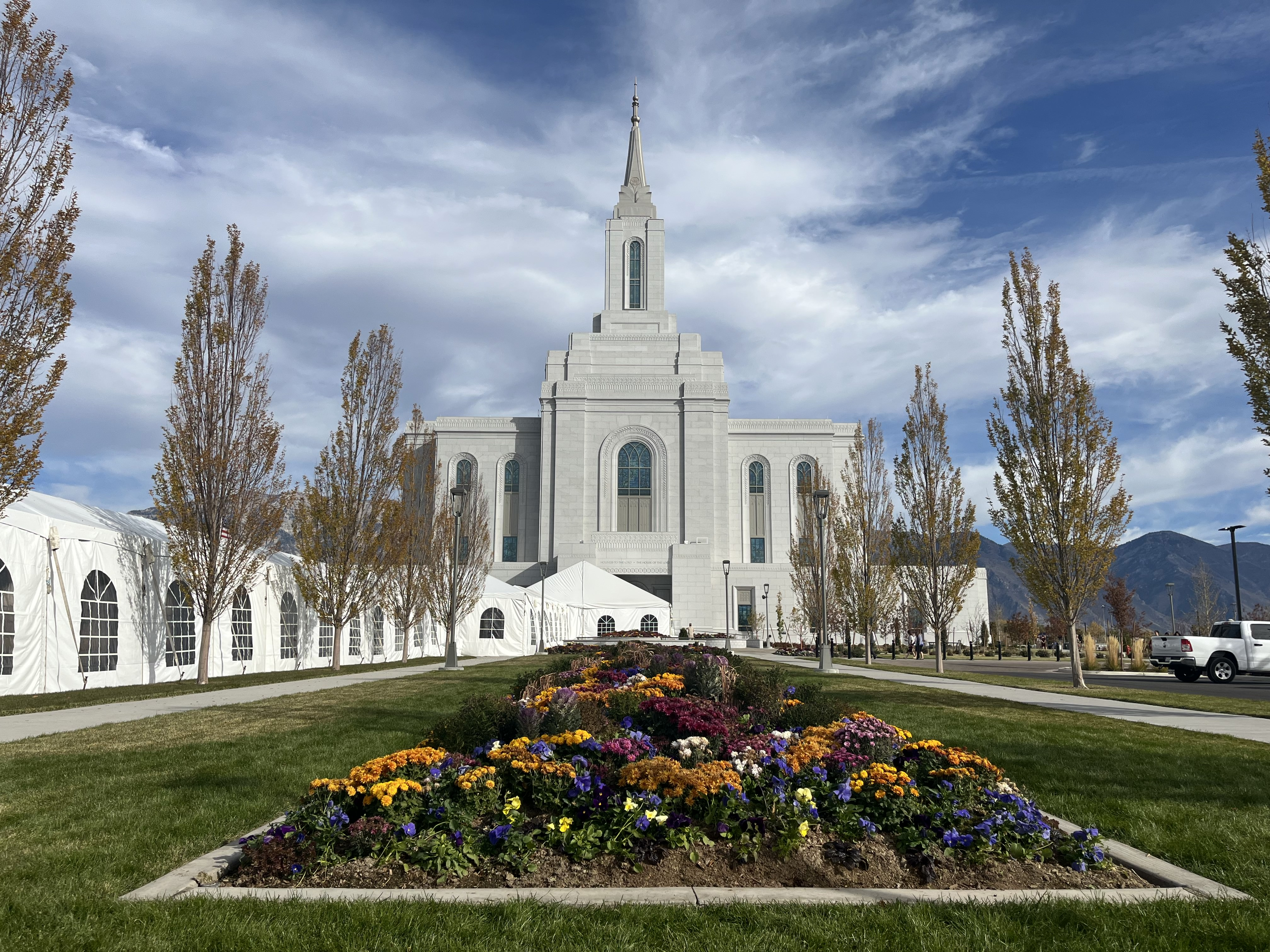
Frente del Templo de Orem, Utah

### Interior
El interior del templo cuenta con una pila bautismal, junto con cuatro salones, cada uno de los cuales se utiliza para las ordenanzas de investidura y sellamiento matrimonial. El piso de piedra presenta patrones de diamantes y círculos con un borde de hojas de cerezo y, a medida que el espacio pasa a las salas de ordenanzas. El edificio cuenta con alfombras que replican estos diseños al tiempo que incorporan patrones florales más abstractos.
El templo presenta revestimientos de mármol, columnas de madera y artesonados que progresivamente se vuelven más intrincados, culminando en la sala celestial, mientras que la carpintería de todo el edificio está pintada.  Las paredes interiores tienen tonos crema, tostado y verde, con un acabado en cerezo en los muebles. Los diseños de obras de arte tienen elementos que se basan en un diseño Art Deco modificado, con líneas curvas y espadañas, con líneas de pan de oro que resaltan elementos específicos.  Las luminarias son cilíndricas y transitorias, están hechas de latón, cristal y vidrio, y llevan el mismo motivo del cerezo.  Las pinturas mencionadas incluyen prados locales y Bridal Veil Falls. El templo contiene algunas obras de arte originales, incluida una llamada Cristo ordenando a los Doce. Otros muestran escenas en el lago Utah local y sus alrededores, con patos, gansos y pelícanos en el agua y volando en el cielo.

## Dedicación
El templo fue dedicado en dos sesiones el 21 de enero de 2024, por D. Todd Christofferson, siete días después de que dedicó el Templo de Los Olivos en Lima. Entre otros participantes, participó el recién ordenado apóstol Patrick Kearon quien sustituyó a Russell M. Ballard posterior a su fallecimiento. Previo a ello, la iglesia permitió un recorrido del edificio durante puertas abiertas del 27 de octubre al 16 de diciembre de 2023.
El templo tiene significado histórico para la localidad que tiene la mayor concentración de fieles por habitante.  Señaló la historia del área, que lleva el nombre de Walter C. Orem, presidente del ferrocarril eléctrico que solía viajar entre Salt Lake City y la ciudad de Provo. Una década después de su asentamiento, se creó la primera estaca en el área como la Estaca Sharon. El crecimiento descrito como “explosivo” llevó a la creación de más estacas y, finalmente, a una misión en Orem.
El acceso al templo sólo está disponible para miembros de la iglesia con una recomendación vigente para el templo.